# Sugar Daddy Live

Sugar Daddy Live est un album live des Melvins sorti en 2011. Sans compter la reprise a cappella de l'hymne national américain, 9 des 12 titres sont tirés des albums (A) Senile Animal (2006) et Nude with Boots (2008).

## Pistes
1. Nude With Boots
2. Dog Island
3. Dies Iraea
4. Civilized Worm
5. The Kicking Machine
6. Eye Flys
7. Tipping The Lion
8. Rat Faced Granny
9. The Hawk
10. You've Never Been Right
11. A History Of Bad Men
12. Star Spangled Banner
13. Boris

## Personnel
- Buzz Osborne - Guitare, chant
- Dale Crover - Batterie, chant
- Coady Willis - Batterie, chant
- Jarod Warren - Basse, chant